# 安東尼·皮爾金頓
安東尼·皮爾金頓 (英語：Anthony Neil James Pilkington，1988年6月6日—）是一位英格蘭出生愛爾蘭籍足球運動員。他在場上主要司職中場翼鋒。現時效力印度超級聯賽球會East Bengal。

## 球員生涯

### 球會
早期
斯托克港
哈德斯菲尔德
2009年1月23日，皮爾金頓由斯托克港轉投英甲的哈德斯菲尔德，轉會費金額沒有透露，合約為期兩年半。
2010年12月24日，哈德斯菲尔德與皮爾金頓達成協議延長合約兩年至2014年6月。
諾域治
2011年7月6日，皮爾金頓由哈德斯菲尔德轉投剛升上英超的諾域治，轉會費金額為200萬英鎊，合約為期三年。

### 國家隊
皮爾金頓出生於英格蘭但其曾祖母為愛爾蘭都柏林人，所以他可以選擇代表英格蘭或愛爾蘭。
2008年10月14日，曾代表愛爾蘭U21於友誼賽客場對拉脫維亞U21，仍是其惟一一場代表愛爾蘭U21之比賽。
之後由於皮爾金頓未曾代表國家足球隊主隊比賽故他仍可選擇代表英格蘭或愛爾蘭。最終皮爾金頓接受愛爾蘭國家隊領隊召喚選擇代表愛爾蘭。
2013年1月21日，皮爾金頓入選愛爾蘭國家隊將於2013年2月6日對波蘭比賽的名單。但因於比賽前受傷所以退出。
皮爾金頓首場國際賽為2013年9月6日2014年世界杯外圍賽愛爾蘭主場對瑞典，其以後備身份於下半場29分鐘上場，但最終以1:2落敗。